# シークレット・ハニー
『シークレット・ハニー』は深見真によるライトノベル作品。富士見ファンタジア文庫（富士見書房）より2012年6月から刊行。イラストはしゅがすくが担当。
千葉県船橋市を主な舞台とした「ハニートラップ&アクション」作品。著者によると「初めて書いた王道ラブコメ」とのこと。

## 登場人物
飯田 五十六（いいだ いそろく）
本編の主人公。船橋海老川高校に通う高校生。危機管理部という部活動に所属している。
キャスリン・涼音・アメミヤ（きゃすりん すずね あめみや）
五十六の自宅にホームステイに来たアメリカ人少女。実はCIAのエージェント。やたら日本の漫画やアニメなどに詳しい。
ターニャ
五十六のアルバイト先の書店で出会ったロシア人少女。実はSVRのエージェント。
李 一青（りー・いーちん）
五十六が通う漫画喫茶でアルバイトしていた中国人少女。実は中国国家安全部のエージェント。

## 既刊一覧
- 深見真（著）・しゅがすく（イラスト）、富士見書房〈富士見ファンタジア文庫〉、既刊2巻（2012年10月20日現在）
  - 『シークレット・ハニー 1.船橋から愛をこめて』、2012年6月20日発売[2]）、ISBN 978-4829137734
  - 『シークレット・ハニー 2.黄金銃を持つ少女』、2012年10月20日発売[3]）、ISBN 978-4829138168